# Cmentarz żydowski w Czechowicach-Dziedzicach
Cmentarz żydowski w Czechowicach-Dziedzicach – został założony w XIX wieku i zajmuje powierzchnię 0,41 ha na której zachowało się około dwudziestu pięciu nagrobków. Kirkut znajduje się przy ul. Szkolnej. Na cmentarzu znajdował się budynek domu przedpogrzebowego, który został rozebrany w 1994 roku.